# Nubkhesbed
Nubkhesbed (nbw-ḫsbd, "Or i lapislàtzuli") va ser una reina egípcia de la XX Dinastia. Era la Gran esposa reial del faraó Ramsès VI i la mare del faraó Ramsès VII, la princesa Iset (que va ostentar el càrrec sacerdotal d'Esposa del Déu Amon) i dels prínceps Amenherkhepxef i Panebenkemit.
Va ostentar els títols deː
- Gran esposa reial, la meva estimada (ḥm.t-nỉswt wr.t mrỉỉ.t=f)

- Senyora de les Dues Terres (nb.t-t3.wỉ)
- Mare del Rei (mwt-ntr)

Nubkhesbed apareix esmentada a la tomba del seu fill Amenherkhepxef, la KV13, i en una estela de la seva filla Iset a Coptos.